# Dúber Quintero
Dúber Armando Quintero Artunduaga (Gigante, 23 augustus 1990) is een Colombiaans wielrenner die in 2013 en 2014 onder contract stond bij Team Colombia.

## Overwinningen
2007
 Colombiaans kampioen op de weg, Junioren
2012
Coppa Festa in Fiera San Salvatore
Targa Crocifisso
2014
1e etappe Ronde van Langkawi

## Ploegen
- 2012 –  Colombia-Coldeportes (stagiair vanaf 1-8)
- 2013 –  Colombia
- 2014 –  Colombia